# Молин (Канзас)
Молин (енгл. Moline) град је у америчкој савезној држави Канзас.

## Демографија
По попису из 2010. године број становника је 371, што је 86 (-18,8%) становника мање него 2000. године.
| Група             | 2000.       | 2010.       |
| Белци             | 424 (92,8%) | 342 (92,2%) |
| Афроамериканци    | 2 (0,4%)    | 0 (0,0%)    |
| Азијати           | 0 (0,0%)    | 1 (0,3%)    |
| Хиспаноамериканци | 18 (3,9%)   | 19 (5,1%)   |
| Укупно            | 457         | 371         |